# نینا ویلیامز
نینا ویلیامز (به انگلیسی: Nina Williams) یکی از شخصیت‌های ساختگی در مجموعه بازی‌های مبارزه‌ای تکن است که توسط شرکت باندای نامکو انترتینمنت ساخته شده است. او از معدود شخصیت‌هایی است (به همراه پال فینکس، یوشیمیتسو، و هیهاچی میشیما) و همچنین تنها شخصیت زن در این سری محسوب می‌شود که در تمام نسخه‌های اصلی بازی حضور داشته است. نینا یک قاتل بی‌رحم و حرفه‌ای است که برای اولین بار در نخستین قسمت این مجموعه در سال ۱۹۹۴، یعنی تکن به عنوان یکی از هشت شخصیت آغازین و قابل کنترل ظاهر شد. نینا برای داشتن سبک مبارزه سریع و مرگبار خود شناخته شده است که به‌طور کلی بر اساس هنرهای رزمی آیکیدو و کوپوجوتسو در میان دیگر شخصیت‌ها است. او با خواهر کوچکتر خود آنا ویلیامز رابطه ناپایداری دارد و آن‌ها یکدیگر را به چشم یک رقیب می‌بینند. دربارهٔ داستان زندگی او و خواهرش آنا به بازی مشتق مقیاس مرگ می‌توان اشاره نمود.

## زندگی‌نامه
نینا و آنا در دوبلین، ایرلند به دنیا آمده و بزرگ شده‌اند. پدر آن‌ها ریچارد ویلیامز یک ایرلندی و زمانی آدمکش IRA بود، مادرشان هتر ویلیامز یک قهرمان آیکیدو بریتانیایی بود. آن‌ها از سنین کم هنرهای رزمی و سبک‌های مختلف مبارزه را از آن‌ها می‌آموختند. نینا هنرهای رزمی مربوط به آدمکشی، آیکیدو و تکنیک استخوان شکنی که به آن کوپو نیز می‌گویند را تمرین می‌کرد. گمان می‌شود آنا بیشتر از مادرش تکنیک‌های مبارزه را آموخته درحالی که نینا بیشتر از پدرش مبارزه را یادگرفته است. آنا به این نکته اشاره داشت که پدرشان همیشه او را بچه لوس خطاب می‌کرد و نینا را بیشتر از او دوست داشت. او به سرعت تبدیل به یک قاتل حرفه‌ای شد و در سن ۲۰ سالگی در اولین مسابقه مشت آهنین مأموریت به قتل رساندن هیهاچی میشیما را به عهده داشت. در سن ۲۲ سالگی در تکن ۲ او مأموریت کشتن کازویا میشیما را داشت، اما آنا در کار او مداخله کرد و باعث شد در این راه با شکست مواجه شود. نینا بعد از موفق نشدن در کشتن او توسط میشیما دستگیر شد و به عنوان تست آزمایشی در پروژه «خواب سرد» دکتر بوسکونوویچ به نام آزمایش سرماشناسی مورد استفاده قرار گرفت. آنا نیز داوطلبانه درخواست کرد تا در خواب سرد قرار گیرد اما تقاضا داشت تا دقیقاً با نینا در یک زمان بیدار شود. چندین دلیل برای این کار آنا بیان شده، آنا تحمل زندگی بدون نینا را نداشته و دلش برای خواهر خوابیده خود تنگ می‌شده است و دلیل دیگر این است که سن آنا با گذشت زمان بالا می‌رفت در حالی که خواهر او در سن ۲۲ سالگی مانده و جوان می‌ماند. آن‌ها ۱۹ سال بعد بیدار شدند. به محض بیدار شدن از سرماشناسی، نینا به شدت از اختلال یادزدودگی رنج می‌برد.

### نینا در رسانه‌های دیگر

نینا ویلیامز بر روی جلد بازی مقیاس مرگ

نینا همچنین در بازی مختص به خود به نام مقیاس مرگ، که در سال ۲۰۰۵ بر روی کنسول پلی‌استیشن ۲ منتشر شده، به عنوان شخصیت اصلی ایفای نقش می‌کند. جریان بازی دربارهٔ گذشته نینا و خواهرش آنا و چگونگی کشته شدن پدرشان ریچارد ویلیامز در زمان کودکی آن‌هاست. داستان مقیاس مرگ سال‌ها قبل از ورود نینا به اولین مسابقه مشت آهنین رخ می‌دهد. در بازگویی داستان بازی نشان داده می‌شود ریچارد ویلیامز با چندین گارد درگیر می‌شود و به نینا می‌گوید تفنگ یکی از گاردها که آن را به زمین انداخته بردارد، اما ترس و درنگ نینا باعث می‌شود آن گارد تفنگ را برداشته و به ریچارد شلیک می‌کند. در مقیاس مرگ نینا توسط سازمان سیا و ام‌آی۶ به قصد نفوذ کردن به یک سازمان جنایی به نام «کومتا» که هدف آن نابودی جهان به وسیله سلاحی به نام سالاسیا است، استخدام می‌شود. جریانات بازی در یک کشتی دریایی لوکس به نام آمفتریت که توسط کومتا اداره می‌شود اتفاق می‌افتد. آنا به عنوان غول آخر بازی است که نینا باید با آن روبرو شود.
نینا در فیلم پویانمایی تکن: د موشن پیکچر به عنوان یکی از شخصیت‌های منفی داستان حضور دارد. لی چائولان او را فریفته است و او را برای کشتن کازویا میشیما استخدام کرده تا به هدف خود که مالکیت بر میشیما زایباتسو است برسد. نینا به دفعات سعی در کشتن کازویا داشت اما در دفعه اول کازویا توانست بگریزد و بار دوم نیز توسط جون کازاما نجات پیدا کرد. در انتها نینا در قسمتی از جزیره که مسابقه در حال انجام بود، با آنا روبرو می‌شود.
همچنین کاندیس هیلبرند که یک بازیگر و مدل آفریقای جنوبی است، در نقش نینا ویلیامز در فیلم سینمایی تکن که در سال ۲۰۱۰ اکران شده است ایفای نقش می‌کند. او در فیلم وارد مسابقات می‌شود و به عنوان یک آدمکش در کنار آنا، برای کازویا کار می‌کند. کازویا نینا و آنا را برای کشتن جین کازاما می‌فرستد اما مبارزه آن‌ها توجه کریستی مانترو را جلب می‌کند و این مسئله باعث گریختن نینا و آنا می‌شود. در زمین مبارزه جین، نینا را به عنوان یکی از آدمکش‌ها تشخیص می‌دهد و کریستی با شکست دادن نینا در رینگ مسابقه انتقام خود را می‌گیرد. برخلاف بازی تکن، نینا و آنا با هم رابطهٔ خوبی دارند و هیچ نسبتی نیز با استیو فاکس ندارند.
نینا همچنین در فیلم پویانمایی تکن: انتقام خون که وقایع آن در فاصله زمانی نسخه ۵ و ۶ اتفاق می‌افتد نیز حضور دارد. در ابتدای فیلم او سوار بر موتورسیکلتی است و با آنا مبارزه می‌کند. نینا به عنوان دوست و بادیگارد جین کازاما، برای میشیما زایباتسو کار می‌کند. در طول داستان نینا و جین کازاما علیه کازویا میشیما و آنا مبارزه می‌کنند.

## تاریخچه

### تکن ۱
نینا ترکیبی از مهارت‌های هنرهای رزمی را از والدین خود آموخته بود. او برای کشتن هیهاچی میشیما مالک مسابقات مشت آهنین فرستاده شد. اما موفق به انجام مأموریت خود نشد.

### تکن ۲
استاد آیکیدو و تکنیک کوپو، او یک قاتل برای مردم ایرلند به‌شمار می‌رفت. اگرچه مأموریت نینا از بین بردن کازویا میشیما بود، اما مسئله شخصی او مبارزه با خواهر خود آنا و خاتمه دادن به این جریانات بود.

### تکن ۳
در مسابقه قبلی او دستور به قتل رساندن کازویا میشیما را داشت اما آنا در کار او مداخله کرد و باعث شد در این راه با شکست مواجه شود. کمی بعد از این ماجرا هر دو خواهر توسط سازمان کازویا دستگیر شده و در آزمایش خواب سرد شماره ۲ دکتر بوسکونوویچ از آن‌ها استفاده شد. آن‌ها تا ۱۵ سال از خواب بیدار نشدند تا اینکه سازمان محرمانه هیهاچی یعنی «تکن فورس»، توانستند محل دفن خدای مبارزات را کاوش کنند. این روح غیر زمینی سبب بیدار شدن روح نینا شد. اما او حافظه‌اش را از دست داده بود، آنا او را به سر قبر پدرشان ریچارد ویلیامز برد تا حافظه‌اش را برگرداند، ولی نینا در آنجا یادش می‌آید که از خواهرش متنفر بوده او را با یک ضربه به زمین پرت می‌کند و از آنجا می‌رود. در پایان او مانند یک ربات برای قتل جین کازاما فرستاده شد.

### تکن ۴
بعد از مسابقه مشت آهنین ۲، میشیما زایباتسو از نینا به عنوان یک تست آزمایشی در پروژه خواب سرد استفاده کردند. ۱۵ سال بعد نینا از خواب بیدار شده و سومین مسابقه حاضر شد. او به مبارزات خود در مسابقات ادامه می‌داد در حالی که از فراموشی ناشی از خواب سرد رنج می‌برد. از آن موقع نینا خود را از دست میشیما زایباتسو پنهان کرد و روزهای خود را با مأموریت‌های آدمکشی سپری می‌کرد. او تا به آن روز قادر به یادآوردن حافظهٔ خود دربارهٔ زندگی شخصی‌اش و آنا نبود.
حالا او زنی بدون حافظه و خویشاوند نزدیک بود که فقط می‌توانست به خودش متکی باشد. از بین بردن هدف‌هایش تنها واقعیتی بود که او می‌توانست به آن تکیه کند. در یکی از روزها نینا هدف جدیدی از سازمانی مافیایی دریافت کرد. این بار هدف او قهرمان بکس دنیا، استیو فاکس بود. با کمی تحقیق نینا دریافت استیو فاکس هم در مسابقات مشت آهنین ۴ حضور دارد. او مصمم برای به پایان رساندن مأموریت خود وارد مسابقات شد.

### تکن ۵
گذشته او به مانند رازی باقی‌مانده بود و او زندگی خود را با آدمکشی سپری می‌کرد. اگرچه نینا بعد از گرفتن اطلاعات از اتحادیه باخبر شد که استیو فاکس پسر بیولوژیکی اوست، اما احساسات او عوض نشدند. کمی بعد، اتحادیه توسط یک کاراگاه هنگ‌کنگی به نام لی وولانگ از هم پاشید و بعد از این واقعه نینا دیگر انگیزه‌ای برای کشتن استیو نداشت. در عوض او تصمیم گرفت تمام تلاش خود را برای بدست آوردن گذشته‌اش به کار گیرد. نینا می‌دانست دیدن خواهرش آنا ممکن است به برگرداندن حافظه او کمک کند.
به محض ملاقات با آنا، هر دو درگیر مبارزه‌ای با اسلحه‌های خود شدند. مبارزه آن‌ها یک روز به طول انجامید اما هیچ‌کدام موفق به شکست طرف دیگر نشدند، بنابراین تصمیم گرفتند دوباره در مسابقه مشت آهنین ۵ که بتازگی قرار بود برگزار شود با یکدیگر روبرو شوند.

### تکن ۶
بعد از شکست خواهر خود آنا، نینا دیگر هدفی را دنبال نمی‌کرد. جین کازاما که به تازگی رهبر جدید میشیما زایباتسو شده بود، او را به عنوان یکی از اعضای نیروهای ویژه و محافظ شخصی خود استخدام کرد. هنگامی که درگیری بین میشیما زایباتسو و جی‌کورپوریشن شدیدتر شد، میشیما زایباتسو ناقوس مسابقات مشت آهنین ۶ رو به صدا درآورد. نینا نیز تصمیم گرفت وارد مسابقات شود تا هرکسی را که به مانند تهدیدی برای جین باشد، نابود سازد.

### استریت فایتر کراس تکن
نینا یک آدمکش حرفه‌ای بود که بدون انتخاب مشتریانش کار می‌کند. او یک انسان بی‌رحم و سنگدل است که به هیچ‌کس اجازه نمی‌دهد سر راهش قرار بگیرد. در گذشته او موفق به کشتن کازویا میشیما نشد و در این راه شکست خورد، در عوض او به‌طور ناگهانی مقابل او ظاهر شد و برای بدست آوردن یک جعبه مرموز با او شروع به همکاری نمود.

### تکن ۷: فیتد رتروبیوشن
اگرچه نینا در نسخه آرکید بازی تکن ۷ حضور ندارد، اما بعدها در نسخه بروزرسانی شده آن با عنوان تکن ۷: فیتد رتروبیوشن به جمع شخصیت‌های قابل انتخاب بازگشت.
پس از ناکام ماندن در دستگیری جین کازاما، نینا تصمیم گرفت که دیگر زمان آن رسیده است که او و میشیما زایباتسو هر کدام به راه‌های جداگانه خود بروند. سپس در نخستین مأموریت قتل خود، وظیفهٔ نفوذ به یک مجلس عروسی مافیایی، به عنوان عروس را بر عهده داشت. در طی مراسم، تیراندازی درگرفت و نینا تمام هدف‌های خود را از میان برداشت. با این حال این آشوب بر پا شده نظر تکن فورس را به خود جلب کرد، که برای سرکوب خشونت به آنجا اعزام شده بودند و آن‌ها را تعقیب نمودند. تکن فورس به تعقیب و گریز پرداخت، و نینا پا به فرار گذاشت.
این دقیقاً زمانی بود که او به مردی تاحدی آشنا برخورد کرد. اما این مرد او را تنها نمی‌گذاشت. به نظر می‌رسید چیزی برای گفتن به نینا داشت. نینا نیز تصمیم گرفت رویارویی بهترین شانس او برای فرار است.

## سبک مبارزه
شهرت نینا در استفاده متحورانه از ضربه‌های نفوذپذیر و انعطاف‌پذیر آن می‌باشد که شخصیت نینا را برای همه گروه از بازیکنان هیجان انگیز و دلپذیر می‌سازد. نینا از همان ابتدا به دلیل سرعت بالا، ضربات کشنده و گرفتن‌های زنجیروار طرفداران زیادی را به خود جذب کرد. قدرت او با بیشتر شخصیت‌های بازی برابری می‌کند، او قادر به جاخالی دادن و گرفتن بدل ضربات حریف نیز است. ضربات دنباله‌دار او نیز بسیار حرفه‌ای، قوی و کشنده هستند. اگرچه اجرای گرفتن‌های زنجیروار او کمی دشوار است و به دقت بالایی نیاز دارد.